# Henrik Nordbrandt
Henrik Nordbrandt, né le 21 mars 1945 à Frederiksberg et mort le 31 janvier 2023, est un écrivain et poète danois.

## Biographie
Henrik Nordbrandt passe la majeure partie de sa vie adulte en Turquie, en Grèce et en Italie, et sa poésie est fortement influencée par les villes, les paysages et le climat de la région méditerranéenne. 
Il publie son premier recueil de poèmes, Digte, en 1966. Outre des poèmes et des essais, il a écrit, entre autres, un roman, des mémoires, des livres pour enfants et un livre de cuisine turque. Il a également traduit de la poésie turque. 
Il obtient le grand prix de littérature du Conseil nordique en 2000 pour Drømmebroer  (Ponts des rêves).

## Œuvres traduites en français
- Ponts des rêves [« Drømmebroer »], trad. de Monique Christiansen, Belval, France, Éditions Circé, 2003, 110 p.  (ISBN 2-84242-160-4)